# Urije
Urije is een plaats in de gemeente Gospić in de Kroatische provincie Lika-Senj. De plaats telt  inwoners (2001).